# Wapen van Lits en Lauwers
Het eerste wapen van Lits en Lauwers werd op 13 maart 1963 bij koninklijk besluit aan het waterschap Lits en Lauwers verleend. Het tweede wapen werd 18 december 1970 verleend. In 1997 ging het waterschap op in het nieuwe Waterschap Lauwerswâlden. Hiermee verviel het wapen.

## Beschrijvingen
De eerste blazoenering uit 1963 luidde als volgt:
In sabel drie paalsgewijs gestelde en van de boven- tot de onderrand van het schild reikende, aanstotende ruiten van goud, aan weerszijden van een versmalde golvende paal van azuur, geboord van zilver. Het schild gedekt met een gouden kroon van drie bladeren en twee paarlen.
Het tweede wapen uit 1970 luidde als volgt:
Doorsneden van goud en sabel; over de deellijn in een driemaal gehoekte, gehoekt doorsneden dwarsbalk, op de vijf hoekpunten voorzien van een gesteeld klaverblad, alles van het een in het ander. Het schild gedekt met een gouden kroon van drie bladeren en twee paarlen.
De heraldische kleuren zijn: azuur (blauw), goud (geel), sabel (zwart) en zilver. De kronen in beide wapens zijn  gravenkronen.

## Symboliek
De twee golvende dwarsbalken in het eerste wapen symboliseren de riviertjes de Lits en de Lauwers, de naamgevers van het waterschap. Maar omdat de twee riviertjes al door de tijd heen gekanaliseerd zijn, werden deze in het tweede wapen aangegeven door de zigzaglijnen.
De aanstotende ruiten in het eerste wapen verwijzen naar de gemeenten waarin het waterschap lag: Achtkarspelen, Smallingerland en Tietjerksteradeel. In het tweede wapen uit 1970 wijzen de klaverblaadjes op de gemeenten die in het waterschap lagen, ditmaal ook met Dantumadeel en Kollumerland en Nieuwkruisland. Dat heeft te maken met het feit dat er in 1969 een groot aantal kleine waterschappen opgingen in het waterschap Lits en Lauwers, waaronder een aantal dat in Dantumadeel en Kollumerland en Nieuwkruisland lag.
In het tweede wapen symboliseert de kleur geel de zandgronden en de kleur zwart de overige gronden.

## Verwant wapen

Het wapen van het waterschap Lauwerswâlden